# Triphenylbleichlorid
Triphenylbleichlorid ist eine chemische Verbindung aus der Gruppe der bleiorganischen Verbindungen.

## Gewinnung und Darstellung
Triphenylbleichlorid lässt sich durch Umsetzung der entsprechenden Tetraorganylverbindung Tetraphenylblei mit alkoholischem Chlorwasserstoff gewinnen:
{\displaystyle \mathrm {Pb(C_{6}H_{5})_{4}+\ HCl{\xrightarrow {Ethanol}}\ ClPb(C_{6}H_{5})_{3}\ +\ C_{6}H_{6}} }
Im Labormaßstab erhält man Triphenylbleichlorid in guter Ausbeute auch durch Umsetzung von Tetraphenylblei mit einem vierfachen Überschuss an Ammoniumchlorid bei 170 °C.

## Eigenschaften

### Physikalische Eigenschaften
Triphenylbleichlorid kristallisiert als farblose Nadeln monoklin in der Raumgruppe P21/c (Raumgruppen-Nr. 14) mit den Gitterparametern a = 12,214(3) Å, b = 13,031(3) Å, c = 10,406(3) Å und β = 101,35(5)° und vier Einheiten pro Elementarzelle. Die Moleküle bilden ein kettenförmiges Koordinationspolymer mit einer kaum verzerrten trigonal bipyramidalen Koordination des Bleiatoms mit Bindungswinkeln von 119.7° (C-Pb-C) und 179,5° (Cl-Pb-Cl').

### Chemische Eigenschaften
Durch Hydrolyse von Triphenylbleichlorid mit Kalilauge erhält man Triphenylbleihydroxid:
{\displaystyle \mathrm {ClPb(C_{6}H_{5})_{3}+\ KOH{\xrightarrow {Ethanol}}\ HOPb(C_{6}H_{5})_{3}\ +\ H_{2}O} }
Durch Umsetzung mit Alkylmagnesiumbromiden erhält man gemischte Bleiorganyle.
{\displaystyle \mathrm {ClPb(C_{6}H_{5})_{3}+\ RMgBr{\xrightarrow {}}\ RPb(C_{6}H_{5})_{3}\ +\ MgClBr\ \ R=organischerRest} }

## Verwendung
Triphenylbleichlorid ist ein Zwischenprodukt zur Herstellung von Diphenylbleidichlorid.